# Denis Prieur (homme politique)
Pour les articles homonymes, voir Denis Prieur et Prieur (homonymie).
Denis Prieur, né en 1791 à La Nouvelle-Orléans et mort en 1857, est un maire de La Nouvelle-orléans d'origine créole franco-louisianais.
Denis Prieur eut deux mandats comme maire de La Nouvelle-Orléans. Il fut élu une première fois le 12 mai 1828 pour succéder à Louis Philippe Joseph de Roffignac démissionnaire pour rejoindre la France, son pays natal. Denis Prieur assuma cette charge jusqu'au 9 avril 1838. Le franco-louisianais Paul Bertus le remplaça au poste de maire.
Après ce premier mandat de dix ans, il fut réélu quelques années plus tard maire de la même ville du 4 avril 1842 au 7 février 1843. Paul Bertus le remplaça une deuxième fois au poste de maire.